# 亞歷山大·伊格尼奧夫斯基
亞歷山大·伊格尼奧夫斯基（1991年1月27日—），是一名塞爾維亞足球運動員，場上司職中場。

## 外部連結
- fussballdaten.de：亞歷山大·伊格尼奧夫斯基之統計數據 （德文）